# Хокаидо бундева
Хокаидо бундева, или на енглеском Hokkaido squash је тамнонаранџаста зимска врста бундеве. Припада групи cucurbita maxima, и подврста је црвене кари бундеве (red cury squash). Њена кора је дебела и чврста, док се у унутрашњости налази месо укуса који подсећа на кестен. Друге врсте ове групе су Црвени хокаидо и Бундева слатког меса

## Историја
Сматра се да су све бундеве пореклом из Средње Америке. С друге стране, доказано је да су бундеве култивисане самостално у другим крајевима света, међутим, доста касније.
Хокаидо бундеве обично се називају „јапанска бундева", „наранџаста хокаидо бундева", „дечија црвена тиквица" или „кари тиквица". У Јапану се реч кари може односити на хокаидо бундеву о којој је у овом чланку реч, или на јапански кестен. У Француској је зову „potimarron", док се у Великој Британији употребљава назив „onion squash".

## Карактеристике
Примарно је узгајана у Јапану, Калифорнији, Флориди, југозападном Колораду, Мексику, Тасманији, Тонги, Новом Зеланду, Чилеу, Прованси и Јужној Африци. Већина усева из Калифорније, Колорада, Тонге и Новог Зеланда извози се у Јапан.
Ова бундева расте до зрелости на сунцу и отпорна је на сушу. Свака садница произведе неколико плодова у облику капљице, обично три. Плод сазрева око деведесет дана након цветања. 
Бундева је тврде коре, са чврстим жутим месом унутра. Месо испод семена најчешће је зелене нијансе.

## Начин спремања
Хокаидо бундеве, с обзиром на пун укус и кашасту текстуру, често се спремају са маслацем и биљем. Састојак је бројних супа, чорби и куваних јела. Од ње се могу правити и торте, колачи, џемови, теста, мафини и пите. Може се пећи, кувати, припремати у микроталасној и пржити. Хокаидо бундева додаје слаткаст укус и текстуру јелима. Њена шупљина испуњена семеном идеална је за пуњење.

## Нутритивне вредности
Црвене кари тиквице су богат извор влакана. Такође садржи витамине А и Ц, одређене витамине групе Б, калцијум, калијум, гвожђе, тијанин, као и бета каротен.
Подаци о нутритивним вредностима (једна шоља куваног меса бундеве):
- Калорије: 79,95
- Протеини: 1,82 g
- Карбо-хидрати: 17,94 g
- Дијетална влакна: 5,74 g
- Калцијум: 27,8 mg
- Гвожђе: 0,67 mg
- Калијум: 895,85 mg
- Фолати: 57,40 mcg
- Витамини: А 7; 291,85.